# Theatre of Tragedy
Theatre of Tragedy est un groupe de metal gothique norvégien, originaire de Stavanger, formé en 1993. Il est généralement considéré comme l'un des groupes phares et précurseurs du metal gothique, et à un niveau plus général, de la vague de metal atmosphérique à voix féminine à la fin des années 1990.
Leur musique s'achemine ensuite vers une orientation plus marquée par la musique électronique. Après la séparation avec leur première chanteuse, le groupe s'est dirigé vers un metal plus accessible qui combine certains éléments de leur période gothique et de leur période électronique. Leur album le plus récent continue dans cette lignée, mais marque un retour plus prononcé de certains éléments musicaux de leur première période comme le chant en death grunt. Après dix-sept ans de carrière, le groupe prend la décision de se séparer en octobre 2010 après la tournée de promotion de leur dernier album en date.

## Biographie

### Débuts (1993–1994)
Theatre of Tragedy est fondé en 1993 par Raymond István Rohonyi et Pål Bjåstad ; le groupe s'appelait à l'époque Suffering Grief. Le batteur Hein Frode Hansen les rejoint en 1993, après avoir quitté son ancien groupe Phobia, alors qu'il cherchait un nouveau projet musical dans lequel jouer et qu'un de ses amis lui dit que Suffering Grief cherchait un nouveau batteur. À l'époque, Suffering Grief se compose de Raymond István Rohonyi et des guitaristes Pål Bjåstad et Tommy Lindal. Ils leur manque encore un bassiste, mais ils se mettent d'accord avec le bassiste Eirik T. Saltrø pour jouer en live. Le groupe intègre en leur sein un jeune musicien à formation classique: Lorentz
Après avoir trouvé un lieu de répétition, le groupe décide de travailler quelques arrangements pour piano composé par Lorentz. Les parties vocales, à l'époque, sont principalement basées sur des parties utilisant le grunt. Après avoir composé leur première chanson Lament of the Perishing Roses, le groupe change de nom pour celui de La Reine Noir et enfin pour celui de Theatre of Tragedy en 1994,. Par la suite, ils invitent la chanteuse Liv Kristine Espenæs pour s'occuper des parties de chant féminin  pour l'une de leurs chansons. Finalement, ils l'invitent rapidement à rejoindre le groupe de façon permanente. C'est en mai 1994 qu'ils enregistrent leur première démo,, qui leur permet de signer au label allemand Massacre Records.

### Succès et apogée (1995–2000)

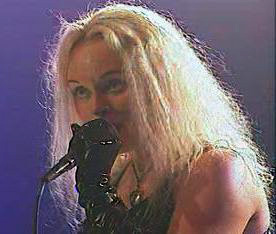
Liv Kristine au festival Metalmania en 2000

Le groupe sort son premier album éponyme, Theatre of Tragedy, en juillet 1995. Cet album popularise le concept du chant contrasté dit de la « belle et la bête ». Ils sont considérés comme parmi les premiers à avoir généralisé et développé ce concept dans lequel une voix féminine claire et éthérée contraste avec une voix d'homme en grunt, développant de véritables dialogues dans lesquels chacune des voix est équilibrée.
Leur premier album est suivi l'année suivante par Velvet Darkness They Fear où figurent deux de leur titres les plus emblématiques : And when he Falleth dont le fameux dialogue de l'interlude est tiré du film the Masque of the Red Death et Der Tanz der Schatten chanté en allemand. Pour cet album, le groupe fait appel aux services du quintette à cordes russe Nedeltcho Boiadjiev pour quatre de leur chansons. L'album est un énorme succès réussissant une véritable percée avec 125 000 exemplaires vendus. Les stocks du single Der Tanz der Schatten sont épuisés en quelques semaines. Le titre est passé un peu partout dans les clubs gothiques d'Europe, et devient même l'hymne de la scène metal gothique. Le choix de la langue allemande pour ce titre est lié au fait que Rohonyi le chanteur est fan de musique gothique allemande et a donc un faible pour cette langue,. Il voulait aussi s'essayer à la langue allemande, parce qu'il avait le sentiment qu'il risquait de stagner à force d'utiliser l'anglais moderne naissant à chaque fois. Aussi voulait-il essayer quelque chose de nouveau avec ce titre. Frode Hansen, le batteur, considère aussi ce titre comme un hommage à leur fans germanophones. Dans cet album, l'écriture des textes s'éloigne des thématiques du début pour aborder ceux de l'érotisme, de la sensibilité, du vampirisme et de la religion. La chanson And When He Falleth traite de ce dernier thème en se présentant sous la forme d'un dialogue opposant deux points de vue, celui d'une croyante et celui d'un cynique sataniste/païen. Au cours de la chanson les deux voix s'entremêlent et se répondent en scandant des vers similaires mais prenant à chaque fois un sens opposé. Cette chanson vise donc à présenter deux points de vue complètement opposés sur la croyance. Hansen précise cependant que la chanson ne vise pas à exhorter l'auditeur à prendre l'une ou l'autre des positions. L'album sera directement suivi par la sortie de l'EP intitulé A Rose for the Dead en 1997, qui contient des chansons inédites provenant des sessions d'enregistrement de Velvet Darkness They Fear ainsi qu'une reprise de la chanson Decades de Joy Division et les remixes de titres de Velvet Darkness They Fear remixé par Das Ich.
Le groupe atteint son apogée avec l'album Aégis, sorti en 1998, largement salué par la critique. L'album marque un changement stylistique par rapport aux albums précédents. Le groupe assouplit ses bases doom-death, et fait place à une esthétique plus éthérée et mettant l'emphase sur les influences du gothique atmosphérique de l'ethereal wave et du rock gothique. Raymond Tohonyi y tempère désormais le chant en grunt pour privilégier un chant clair monocorde et introspectif, les seules chansons où persistent encore quelques passages en voix grunt sont Venus et Bacchante, mais les passages sont sous-mixés tandis que les parties vocales angéliques de Liv Kristine sont mises à l'honneur. La puissance et la lourdeur de la distorsion des guitares et allégée, en revanche les effets de delay et de chorus typiques du rock gothique sont mis à l'honneur. Les mélodies de piano sont moins présentes et laissent place en contrepartie à des longues plages éthérées de synthétiseurs donnant naissance à une musique à la fois très atmosphérique, contemplative et mélancolique dans laquelle certains observateurs ont cru parfois voir les prémisses d'un nouveau genre à venir, « quelque chose comme un ethereal gothic rock » : Le groupe explique que le changement de style est dû principalement aux départs des précédents guitaristes Tommy Lindal et Geir Flikkeid au cours de l'année 1997 et à l'arrivée du guitariste Tommy Olsson très inspiré par la musique gothique : « Ce changement est principalement dû aux problèmes de line-up auxquels nous avons été confrontés. Entre Velvet Darkness... et Aégis, les deux guitaristes sont remplacés par Frank Claussen et Tommy Olsson. Frank a un passé musical plutôt metal alors que Tommy est vraiment un fan du son gothique de la fin 1980-début 1990, ce qui explique pourquoi Aégis sonne vraiment dans cette veine. »
Les raisons de ce changement vers une voie plus mélodique s'expliquent aussi par le fait que Raymond souhaitait explorer les possibilités du chant clair. Il avait le sentiment de stagner dans ce qu'il avait développé auparavant avec son chant en grunt. Cet opus se caractérise aussi par une thématique commune, il s'agit en effet, d'un album-concept tournant autour de la figure mythique de la femme. Chaque chanson traite d'une figure féminine soit mythologique (comme Cassandre, Vénus, Aédé, Lorelei) soit historique(Poppée). L'album traite du pouvoir que la figure féminine peut exercer sur les hommes. Le batteur Hein Frode Hans explique : « Elles ont cet énorme pouvoir(...) Tout homme sait de quoi je parle. Elles ont cette capacité à manipuler, comme de rentrer furtivement dans l'esprit de l'homme d'une façon mystérieuse et effrayante. Elles ont un pouvoir que les hommes n'ont pas. Je ne sais pas pourquoi. Elles sont capables de faire faire à un homme les choses les plus folles. Elles peuvent d'un côté le porter sur les plus hauts sommets du bonheur et de l'autre lui arracher le cœur et le laisser agoniser dans la souffrance. » L'album Aégis reçoit de nombreuses chroniques élogieuses, et généralement considéré par les fans comme l'un des chefs-d'œuvre du groupe aux côtés de Velvet Darkness they Fear. Mais il met un peu plus de temps à être admis. Liv Kristine explique : « Au début, ça a été très positif, mais il n'y a pas eu ruée. Ça s'est fait avec le temps, pas à pas. Maintenant, on en est à un peu plus d'un million d'albums vendus. Le public a mis un peu de temps à adopter Aégis. Il faut dire qu'il était différent de ce qu'on avait fait précédemment. C'était plus du gothic-rock, que du metal, plus atmosphérique, plus calme. Avec musique, nous allons encore plus loin dans les changements, dans la différence. »
Le groupe est parfois accusé, avec cet album, de vouloir faire une musique plus commerciale. Mais le groupe soutient ne pas être motivé par une volonté de vendre plus. Le batteur remarque à cet égard qu'il est même plutôt risqué en terme commercial de s'éloigner du style plus brutal qui avait fait leur succès. Répéter la même formule pour eux, c'était comme stagner au niveau artistique et ils ne voulaient pas se laisser enfermer dans les stéréotypes du metal gothique, car la musique de type « belle et la bête » devenait de plus en plus une formule reprise par de nombreux groupes.

### Période électronique (2000–2003)

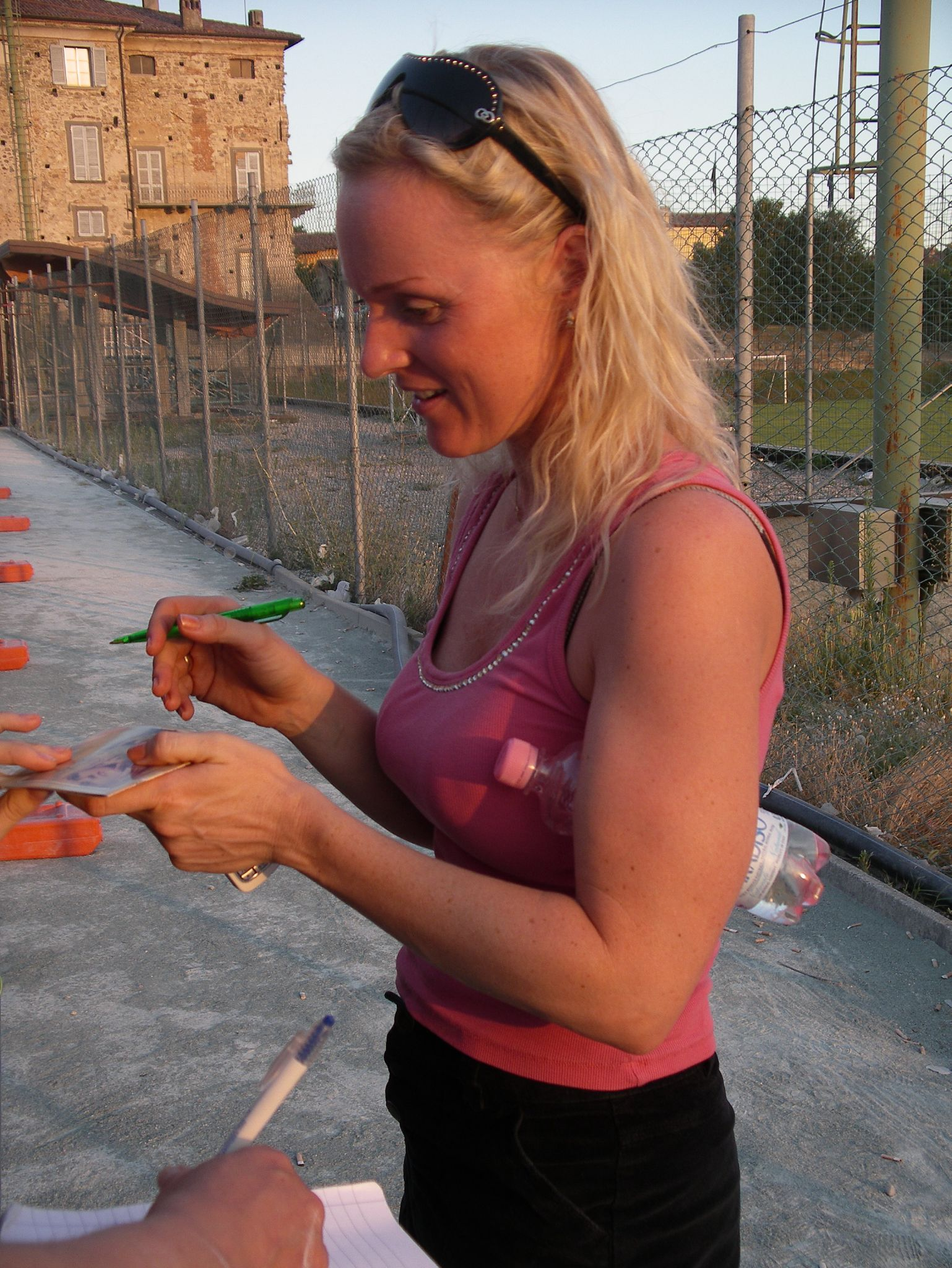
Liv Kristine, chanteuse du groupe.

En 2000, le groupe signe pour le label East West et fait paraître l'album Musique. L'album marque une nouvelle direction musicale plus orientée vers la musique électronique qui s'explique en grande partie encore par le départ d'un guitariste : Tommy Olson le principalement contributeur de la direction gothique de l'album Aégis. Le groupe explique : « Tommy a décidé de quitter le groupe après Aégis pour se concentrer sur d'autres projets. Le reste du groupe s'est vraiment senti floué lors de son départ puisqu'il avait en quelque sorte initié notre nouvelle approche musicale. Et ce sentiment nous a sans doute poussé à prendre ce break de deux ans avant de travailler sur Musique. Durant ces deux ans, nos goûts personnels ont évolué et Raymond est sans doute celui qui s'est le plus investi dans une musique différente, en travaillant énormément sur la programmation et les samples. Il nous a donc proposé d'incorporer les éléments électroniques à notre son et cette idée a plu à tout le groupe. Dans un sens, Theatre of Tragedy a pris un nouveau départ, avec une nouvelle approche pleine de fraîcheur, ce qui nous a sans aucun doute sauvé du split. »
Selon Liv Kristine, le départ de Olson s'explique aussi par le fait « que le groupe voulait être plus aventureux, et Tommy n'y tenait pas. » Le bassiste du groupe quitte également le groupe pour « mener une vie stable. » Après Aégis, le groupe commence à travailler de nouveaux morceaux sans vraiment savoir dans quelle direction aller. Ils enregistrent une première fois leur morceaux. Les chansons de leur première maquette « ne ressemblaient pas du tout à celles de Musique. Elles étaient dans la veine d'Aégis. » Ils ne sont pas satisfaits du résultat. « Nous voulions aller de l'avant. Maintenant, il y a tellement de groupes gothic-metal avec des voix féminines...Nous aurions pu faire un Aégis part.II, mais nous aurions été en concurrence avec plein d'autres formations qui le font aussi très bien. Cela n'aurait pas été très motivant. » Ils réengistrent donc les chansons dans un autre studio à Oslo et ont intégré au fur et à mesure des influences de musiques électroniques ; musiques dont le chanteur est fan. Le groupe abandonne, en effet, les bases doom de leur précédents albums et se tourne vers une esthétique mélangeant un metal tinté d'influences d'électro-gothiques de type dark wave et de musique industrielle. La musique se caractérise donc par un contrastre constant entre influences electro de Rohonyi et influences metal de Frank Claussen le guitariste. L'album joue encore sur un contraste entre le chant de voix masculine (aux accents robotiques) et la voix angélique de Kristine. Comme cette dernière l'explique « on retrouve également ces contrastes d'une manière différente dans la musique. Par exemple dans « rêverie », l'ambiance générale est assez planante, mais dans le fond, il y a plein de bruits dérangeants. »
Pour l'occasion, Liv Kristine enregistre aussi une version en français du single Image. Elle explique : « J'ai eu envie d'en faire une version française. On m'a traduit les paroles, et je dois dire que c'est devenue ma chanson préférée. En français, elle prend une nouvelle dimension, elle a une expression plus forte. Le sens des paroles ressort beaucoup mieux. Ça colle parfaitement à ce que je voulais exprimer, ce que je ressentais. » L'album leur permet d'être joué dans les clubs de dark wave  mais en même temps refroidit une grande partie de leur fans. Comme l'observe la chanteuse : « Certains crient à la trahison tandis que d'autres débordent d'enthousiasme. »
En 2001, ils sortent un album live intitulé Closure:Live, un enregistrement de leur prestation au festival Metal mania en Pologne.Le groupe passera la deuxième moitié de l'année 2001 à enregistrer en Finlande leur album suivant Assembly. Un album qui poursuit dans la veine électronique lancée par l'album Musique, comme le souligne le groupe : « Je pense en effet qu'Assembly est dans la même veine que Musique. Les différences principales sont selon moi assez subtiles : les éléments électroniques sont bien présents mais avec une approche plus mature, et nous avons mieux géré l'équilibre entre l'électronique et le reste. » Pour cet album, c'est Liv Kristine qui a écrit principalement les textes car Rohonyi était trop occupé par le travail  de programmation des parties électroniques de l'album.

### Rupture, renouveau et séparation (2003–2010)

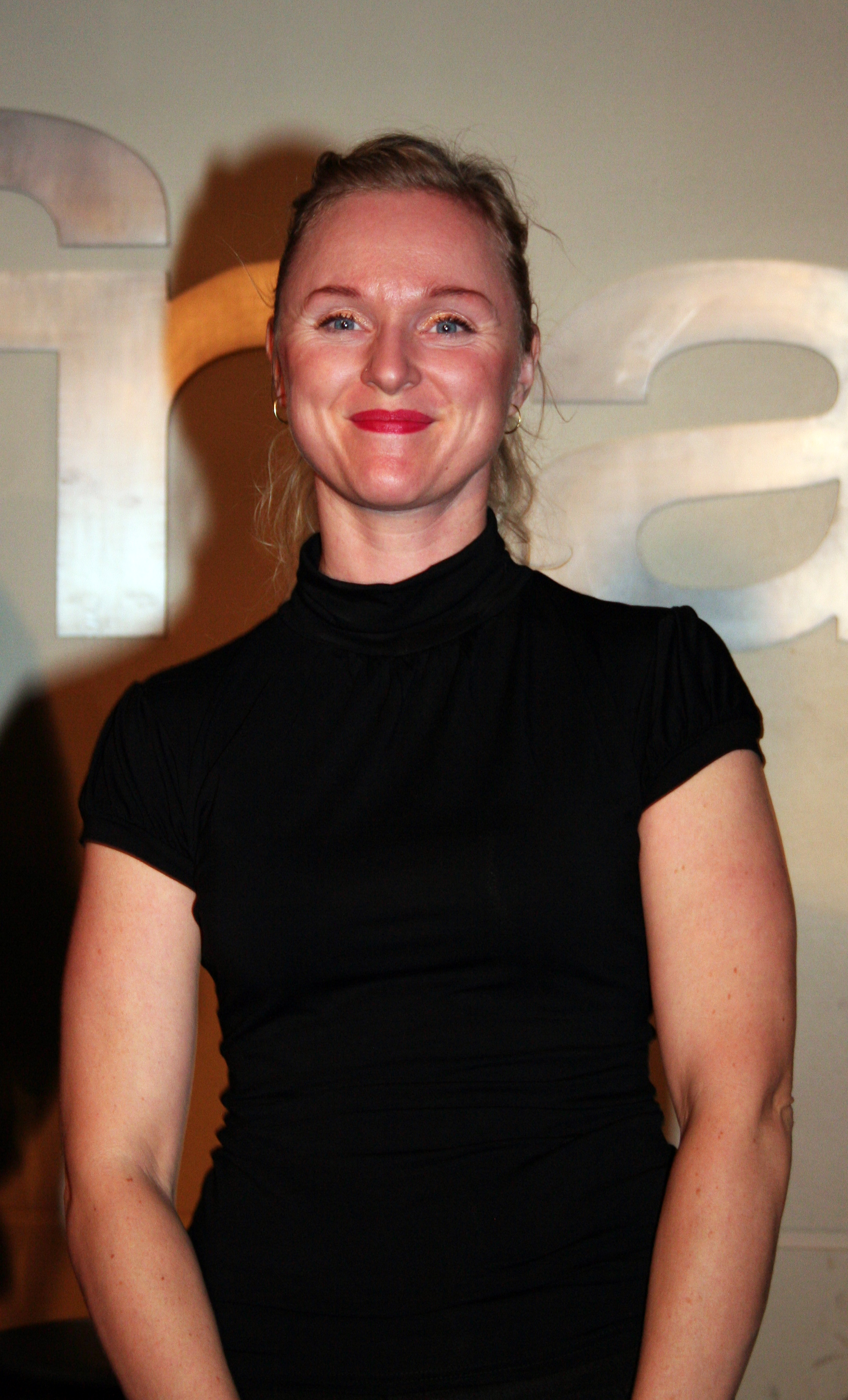
Liv Kristine, à l'occasion d'une promo pour son nouveau groupe Leaves' Eyes.

En 2003, Liv Kristine, après sept ans de vie commune, se marie finalement avec Alexandre Krull du groupe Atrocity, et forme à la suite de cela un nouveau groupe Leaves' Eyes avec les membres du groupe Atrocity. Quelques jours plus tard Liv Kristine apprend qu'elle a été limogée du groupe Theatre of Tragedy, sans en connaître la raison, selon ses dires : « Je me suis plutôt fait virer comme une malpropre, sans la moindre explication, sans le moindre coup de fil. J'ai découvert que je ne faisais plus partie du groupe en surfant sur Internet, un soir, chez moi. »
Selon le groupe, le motif en aurait été une divergence d'opinion au niveau de l'orientation esthétique du groupe, comme l'affirme la déclaration officielle du groupe à l'époque : « Ayant travaillé ensemble pendant près de dix ans, nous en sommes arrivés à un point où nous nous sommes trouvés avec des différences d'opinions qui ne peuvent être conciliées, ainsi qu'un ensemble d'idées complètement incompatibles pour les développements futurs du groupe. (...) Qu'il soit noté cependant qu'il n'y a aucune animosité de la part du groupe à l'encontre de Liv, et nous lui souhaitons le meilleur pour son travail. » Liv Kristine en garde une certaine amertume, avant de pouvoir leur dire ce qu'elle avait sur le cœur lors d'un passage du groupe en Allemagne deux ans plus tard : « Je leur ai demandé pourquoi ils m'avaient virée. Ils m'ont répondu que le groupe avait été dans une période de crise et qu'ils avaient décidé de faire un pas radical, à savoir virer leur chanteuse (et c'est vrai c'était le plus radical qu'ils pouvaient faire). C'était très facile pour eux vu que  je vis en Allemagne et eux en Norvège, ils n'avaient pas à me regarder en face en me le disant.(...) Après avoir dit ce que j'avais à dire à TOT, je me sens soulagée, mais faire une tournée avec eux est hors de question, du moins pour le moment. »
Après que Nell Sigland est officiellement recrutée comme chanteuse en remplacement de Liv Kristine, le groupe entame une tournée en 2004 avec Sirenia, Tiamat et Pain, qui s'étend jusqu'au début 2005. En septembre 2005, le groupe annonce son intention de revenir à un style plus proche de leurs premiers albums. Le groupe contracte un accord avec le label AFM et entre en studio en octobre 2005 avec le producteur Rico Darum. Le groupe sort finalement son sixième album intitulé Storm, le 24 mars 2006 et une tournée européenne s'ensuit, avec Gothminister en tant que première partie. Le nouvel opus voit le groupe s'éloigner du style industriel et électronique des deux derniers albums, et peut être vu comme une rencontre des esthétiques des albums Aégis et Musique. L'album est accueilli de façon mitigée, les chroniques dans l'ensemble en saluent généralement certaines qualités, mais lui reprochent un manque de relief et d'accroche. Par la suite, les deux chanteuses Liv et Nell eurent l'occasion de se rencontrer et de sympathiser lors de la tournée de Leaves' Eyes en Norvège, ainsi qu'une deuxième fois lors du passage de Theatre of Tragedy en Allemagne.
Le 18 septembre 2009 sort le septième album de Theatre of Tragedy. L'album est produit par Alexander Møklebust, le chanteur du groupe Zeromancer, et le mastering a été effectué par Bjørn Engelmann. La pochette est réalisée par Thomas Ewerhard, qui s'était déjà occupé de celles des précédents albums,. Musicalement parlant, l'album reprend certains éléments esthétiques du précédent album, mais marque aussi un retour à certains éléments sombres des premiers albums. On note notamment le retour des atmosphères lourdes et oppressantes et des parties vocales en grunt chez Rohonyi dans certaines chansons comme Hide and Seek ou Frozen. Toutefois, le chant masculin est plus en retrait et laisse une plus grande place au chant féminin assurée par Nell. Une chronique de l'album du site pavillon666.fr décrit leur son comme un retour aux atmosphères froides et mélancoliques : « Forever is the World semble bien vouloir marquer le pas sur les différentes expérimentations electro goth des précédents opus, un retour plus affirmé vers des univers plus glacés, profonds, à la fois mélancoliques et emplis de ces sensations cotonneuses, dont Theatre of tragedy a le secret, refont leur apparition. »
Le guitariste Vegard Thorsen explique la nouvelle direction de leur musique : « Aujourd’hui, on veut tout simplement faire des morceaux que l’on apprécie pleinement nous-mêmes, sans se soucier des modes et des courants musicaux actuels. Cela va sembler peut-être un peu prétentieux, mais la musique présente sur le nouvel album est très honnête, elle sort droit de notre cœur et on n’a pas essayé d’être absolument les meilleurs. L’album entier est basé sur la subtilité des ambiances et des atmosphères, on a surtout mis l’accent là-dessus. » Le 1er mars 2010, le groupe annonce, sur son site web officiel, sa séparation qui prendra effet le 2 octobre 2010 à Stavanger après un ultime concert. Ils expliquent leur choix par le fait qu'ils avaient de plus en plus de mal à concilier leurs vies familiale et professionnelle avec leur vie sur scène. Le 20 mai 2011 sort le double CD Last Curtain Call, témoignage de ce concert d'adieu mémorable, qui constitue aussi le dernier album de leur discographie. Ayant été filmé, ce spectacle donne aussi l'occasion d'une sortie sur support DVD avec un CD bonus proposant dix chansons parmi les seize figurant sur le double CD live officiel.
« Après dix-sept ans, nous décidons finalement de stopper l'aventure Theatre of Tragedy. Ce ne fut pas une décision facile à prendre mais nous sommes tous d'accord sur ce que nous venons de faire, notamment après la production de Forever is the World. Tout se terminera le 2 octobre 2010, exactement dix-sept ans après que nous avons commencé à jouer ensemble. Au cours de ces années, chacun a essayé de combiner Theatre Of Tragedy avec sa vie personnelle mais le temps passant, ce fut de plus en plus difficile. Nous sommes arrivés à un point où notre vie « rock n' roll » de tournée ne nous permet plus de nous consacrer à nos familles et nos emplois. Nous sommes conscients que certains d'entre vous seront déçus mais nous espérons également que vous continuerez à écouter et aimer notre musique. Nous tenons à vous remercier pour votre soutien sans lequel ces dix-sept ans n'auraient jamais existé. Venez nombreux voir nos derniers spectacles... Le dernier aura lieu à Stavanger, là où tout a commencé. Notre musique vivra... Forever is the World. »

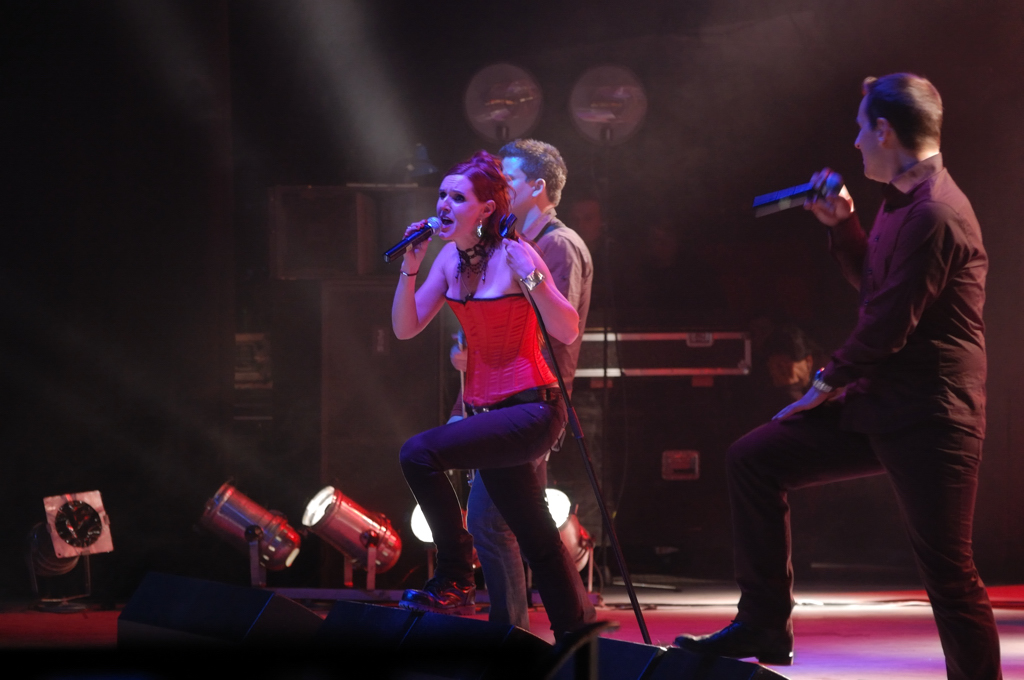
Nell Sigland et Theatre of Tragedy

Le 12 juillet 2019 le groupe sort l'album de Compilations, Remixed, on peut retrouver des titres comme Machine, Lorelei ou And When he Falleth remixé par des artistes comme DAS ICH, ICON OF COIL et VNV NATION.« Cette compilation, Remixed est une collection de versions remastérisé, très différentes de certaines de nos chansons connues et inconnues dans l’ensemble de notre carrière de 1997 jusqu’à ce que de nouvelles versions soient remixées à partir de 2019 », déclare le groupe.

## Style musical
Bien que d'autres groupes l'aient fait sporadiquement auparavant, Theatre of Tragedy fut l'un des premiers à systématiser complètement l'emploi d'une dualité de chants contrastés : une voix masculine (souvent ayant recours au death grunt) et une voix féminine éthérée (style désigné de « belle et la bête »). Comme le souligne une chronique de l'album Velvet Darkness They Fear : « Les Norvégiens de Theatre Of Tragedy furent en 1995, avec leur album éponyme, les instigateurs d’un son et d’un concept totalement nouveau. Eh oui, l’opposition voix d’outre-tombe dialoguant avec une douce voix féminine, ce sont eux qui en ont eu l’idée. Certes, Paradise Lost et The Gathering avaient déjà utilisé ces deux types de chants auparavant, mais Theatre of Tragedy leur donna une signification en les faisant converser, se mêler et s’opposer véritablement, le tout sur un pied d’égalité, le chant masculin ne prenant pas le dessus sur celui de sa comparse. »
| Audio externe | |
|               | A Hamlet for a Slothful Vassal, extrait de Theatre of Tragedy. L'extrait représente le duo soprano/growl caractéristique du metal gothique |

La voix angélique de Liv Kristine Espenæs renforçait d'autant plus le contraste avec le chant dur et caverneux de Raymond J. Rohonyi. Ainsi, la musique originelle du groupe alterne les parties vocales masculines caverneuses et féminines cristallines sur fond de riffs de guitares graves et pesants, d'arpèges cristallines et de nappes de claviers, le tout joué à un rythme généralement lent. Dans les textes de ses trois premiers albums, le groupe avait également pour particularité assez singulière d'utiliser l'anglais moderne naissant shakespearien (c'est-à-dire l'ancien anglais de la Renaissance).
Au fil des années, le style du groupe évolue vers un style plus electro. À partir de l'album Musique, le groupe effectue des changements drastiques dans son style et se rapproche du rock industriel et des musiques gothiques, telle que la dark wave qui intègrent des éléments électroniques. Ils abandonnent au passage l'écriture en anglais moderne naissant et l'usage de grunts. Avec l'album Storm, le groupe revient à une musique un peu plus proche de ses origines, renouant en partie avec le metal gothique mélodique d'Aégis mais avec un son plus moderne et mainstream.

## Influence
Theatre of Tragedy a influencé de nombreux groupes. Citons entre autres : Within Temptation, Tristania, The Sins of Thy Beloved, Sirenia, Draconian, Trail of Tears, et On Thorns I Lay,.

## Membres

### Derniers membres
- Nell Sigland – chant (2004–2010)
- Raymond István Rohonyi – chant (1993–2010)
- Frank Claussen – guitare (1997–2010)
- Vegard K. Thorsen – guitare (2001–2010)
- Lorentz Aspen – clavier, synthétiseur (1993–2010)
- Erik Torp – session, basse (2010)
- Hein Frode Hansen – batterie (1993–2010)

### Anciens membres
- Liv Kristine Espenæs Krull – chant (1993–2003)
- Eirik T. Saltrø – basse (1993–2000)
- Magnus Westgaard – basse (2006, 2009)
- Tommy Lindal – guitare (1993–1997)
- Bjørnar Landa – guitare (2006) - musicien de session
- Pål Bjåstad – guitare (1993–1995)
- Geir Flikkeid – guitare (1995–1997)
- Mathias Röderer – guitare (1996) - musicien de session
- Tommy Olsson – guitare (1997–1999)

## Discographie

### Albums studio
- 1995 : Theatre of Tragedy
- 1996 : Velvet Darkness They Fear
- 1997 : A Rose for the Dead (Ep)
- 1998 : Aégis
- 2000 : Musique
- 2000 : Inperspective (Ep)
- 2002 : Assembly
- 2006 : Storm
- 2009 : Forever is the World
- 2010 : Addenda (Ep)

### Compilations & Live
- 2001 : Closure:Live (Concert enregistré au Festival Metalmania à Katowice en 2000)
- 2011 : Last Curtain Call (Concert enregistré à Folken à Stavanger le 2 octobre 2010)
- 2019 : Remixed

### Singles
- 1996 : Der Tanz der Schatten
- 1998 : Cassandra
- 2000 : Image
- 2001 : Machine
- 2002 : Let You Down
- 2006 : Storm

### Autres
- 1994 : Theatre of Tragedy Demo
- 2011 : Last Curtain Call (DVD+CD bonus)

### Biographie
- Garry Sharpe-Young, « Theatre of Tragedy », Metal: The Definitive Guide, Jawbone Press,‎ 2007, p. 291–292 (ISBN 978-1-906002-01-5).
- Stéphane Leguay, « Metal Gothique », Carnets Noirs, E-dite,‎ 2006, p. 223-224 (ISBN 2-84608-176-X).